# Храм святого Предтечи и Крестителя Господня (Барнаул)
Храм святого Предтечи и Крестителя Господня — православный храм в Барнауле. Расположен в Нагорном парке (улица Мамонтова, 19).

## История
Построен в 1857 году.
Храм был разрушен в 1930-х годах, а на прилегающей территории была организована Выставка достижений народного хозяйства.
Воссоздан в 2014—2017 годах.
На кладбище при храме находились надгробия — выдающиеся памятники скульптуры : учёному и публицисту Н. М. Ядринцеву (медный бюст на гранитном основании), горному инженеру и гидротехнику К. Д. Фролову (каменное с двумя чугунными плитами), врачу-исследователю Ф. В. Геблеру (чугунная плита на кирпичном основании), археологу Г. Л. Менье (крест из чугуна), общественному деятелю Т. С. Бурнашеву (чугунная плита на кирпичном основании), одному из основателей Общества любителей исследования Алтая Н. И. Журину (яшмовая глыба), Черницыну, мальчику Матвееву (темно-зеленой яшмы и розового кварца)